# 27988 Menabrea
27988 Menabrea este un asteroid din centura principală de asteroizi.

## Descriere
27988 Menabrea este un asteroid din centura principală de asteroizi. A fost descoperit pe 7 noiembrie 1997 la Prescott (Arizona) de Paul G. Comba. Asteroidul prezintă o orbită caracterizată de o semiaxă mare de 3,04 ua, o excentricitate de 0,21 și o înclinație de 7,5° în raport cu ecliptica.